# Hanna Sahlfeld-Singer
Hanna Sahlfeld-Singer (Flawil, 17 oktober 1943) is een Zwitserse politica voor de Sociaaldemocratische Partij van Zwitserland (SP/PS) uit het kanton Sankt Gallen. Zij was in 1971 een van de eerste elf vrouwelijke verkozenen in de Nationale Raad.

## Biografie

### Afkomst en opleiding
Hanna Sahlfeld-Singer is een dochter van Werner Singer en Margrith Hohl. Ze liep school in Flawil en aan de kantonnale school van Sankt Gallen. Later studeerde ze protestantse theologie aan in Zürich, Bazel en Wenen. Ze werd actief binnen de protestantse eredienst.

### Politica
Op 1 augustus 1970, op de Zwitserse nationale feestdag, gaf Sahlfeld-Singer een toespraak over het vrouwenstemrecht in Zwitserland, wat haar een jaar later een plaats opleverde op de socialistische lijst voor de Nationale Raad bij de federale parlementsverkiezingen van 1971. Deze waren de eerste verkiezingen waarbij ook vrouwen stemrecht hadden. Ze geraakte verkozen en werd daarmee op 13 december 1971 het eerste vrouwelijke lid van de Nationale Raad uit het kanton Sankt Gallen. Na haar verkiezing diende ze afstand te nemen van haar betrekking in de protestantse eredienst op grond van toenmalig artikel 75 van de Zwitserse Grondwet van 1874. Dit artikel was een van de zogenaamde uitzonderingsartikels in de Zwitserse Grondwet dat voor zowel katholieken als protestanten een cumulverbod oplegde tussen een mandaat als lid van de Nationale Raad en een religieuze functie.
Tijdens haar mandaat beviel ze van haar tweede kind, waardoor ze de eerste vrouw werd die moeder werd tijdens haar mandaat in de Bondsvergadering. In de Nationale Raad bepleitte ze een betere bescherming voor woninghuurders, de invoering van een burgerdienst, de vereenvoudigde naturalisatie voor vreemdelingen en een snelheidsbeperking tot 40 km/h in de dorpskernen. Ze had tevens kritiek op de lage verloning van de Zwitserse werknemers.

### Emigratie naar Duitsland

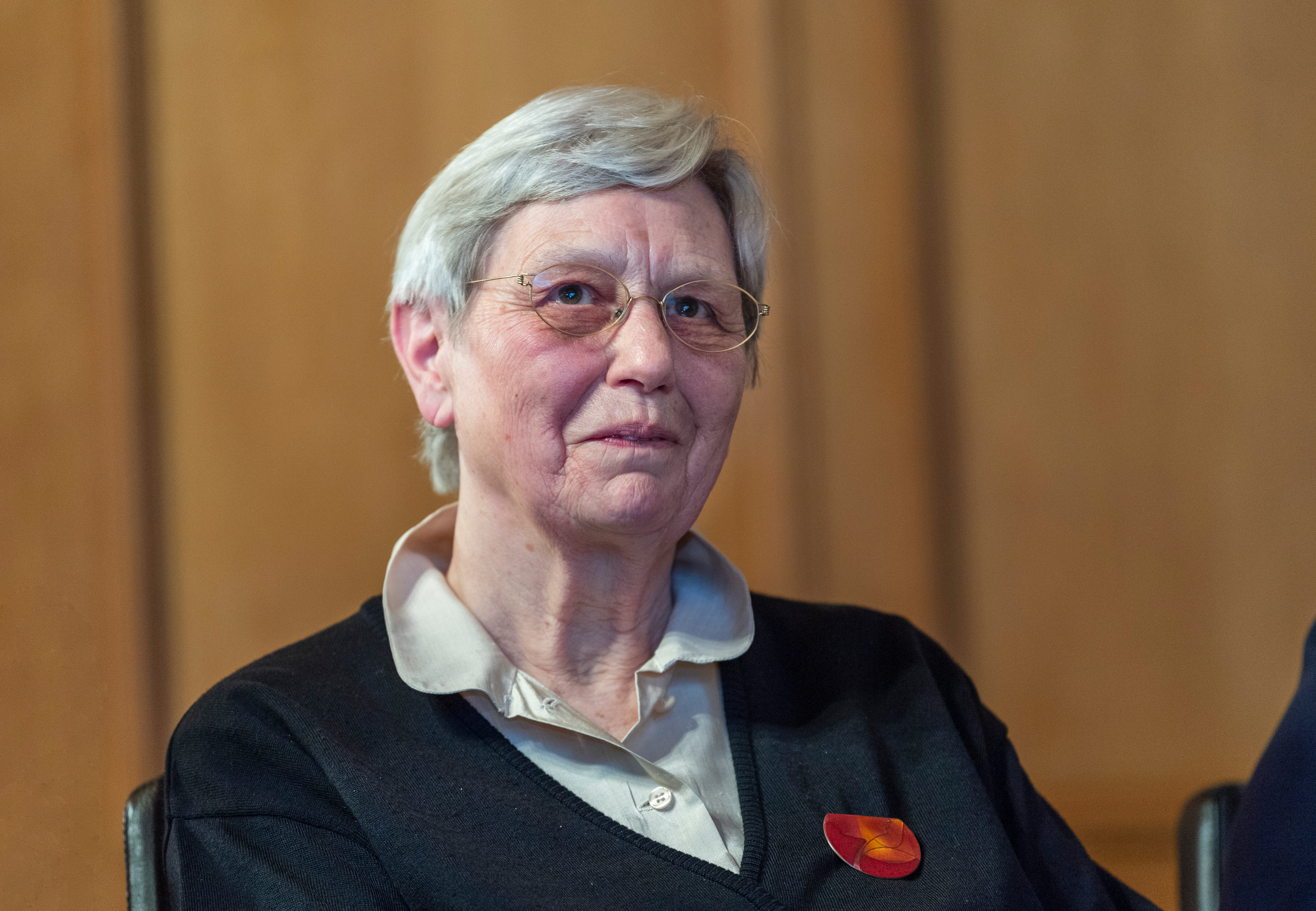
Hanna Sahlfeld-Singer in 2018.

Nadat ze bij de federale parlementsverkiezingen van 1975 werd herverkozen, verzaakte ze kort nadien aan haar mandaat. Ze zetelde tot 31 december 1975. Haar echtgenoot, die ontslag had genomen uit zijn baan, vond geen nieuw werk in het kanton Sankt Gallen omwille van zijn Duitse afkomst en het politiek engagement van zijn echtgenote, waardoor het koppel verhuisde naar Wil. Met de hulp van andere familieleden konden de Sahlfelds alzo enige tijd het hoofd bieden, voordat ze in de herfst van 1975 besloten naar Duitsland te emigreren.
Van 1976 tot 2003 doceerde ze de protestantse religie als predikant in het gymnasium van het aartsbisdom Sankt Angela in Wipperfürth in Noordrijn-Westfalen. Ze bekleedde geen politieke functies meer en vestigde zich na haar pensioen in Barsinghausen, nabij Hannover.